# Slag bij Arras (1917)
De Slag bij Arras was een confrontatie tussen Duitse troepen in de verdediging enerzijds en Brits-Canadese troepen anderzijds bij de Noord-Franse stad Arras. Het Canadese succes bij Vimy buiten beschouwing gelaten, was de aanval een mislukking.
Ondanks het feit dat de Britten veel geleerd hadden van de rampzalige 1 juli 1916, het begin van de Slag aan de Somme, ging ook hier aan de slag een vijf dagen durend artilleriebombardement vooraf. Hierdoor was de infanterieaanval geen verrassing meer voor de Duitsers.
Toch was dit effectiever uitgevoerd door de verbeterde verkenning en nauwkeurigheid met behulp van geluidstechnieken en de observatie van de flitsen van Duitse kanonnen terwijl die een granaat afvuurden. Het prikkeldraad liep veel meer schade op door speciaal daarvoor ontworpen granaten.
De infanterie die ging aanvallen, werd verzameld in vooruitgeschoven loopgraven, saps genoemd. Hierdoor konden de vijandelijke loopgraven sneller worden bereikt.
Op 9 april 1917, tweede paasdag, kwam de infanterie uit de saps. De soldaten rukten 50 meter achter een effectief opkruipend spervuur op. Gifgas- en hoogexplosieve granaten werden door elkaar gebruikt om zo veel mogelijk schade te veroorzaken aan de Duitse verdedigingswerken.
Vier Canadese divisies kregen de riskante opdracht om de heuvelrug van Vimy in te nemen. De Duitsers daar hadden alle vorige aanvallen op hun bastion afgeslagen. Verrassend genoeg stonden de Canadezen die dag nog op de top van de heuvel.
Door de nieuwe flexibele offensieve tactieken rukte het Britse Derde Leger, rechts van de Canadezen, op de eerste dag vijf kilometer op. Ongeveer 9.000 Duitsers werden hierbij tot krijgsgevangenen gemaakt. Het falen van de Duitsers die dag kwam doordat de troepen, die normaal gezien een tegenaanval zouden uitvoeren, te ver achter het front gestationeerd waren.
De leiding van het Britse Derde Leger slaagde er niet in dit gunstige moment uit te buiten om een volledige doorbraak te bewerkstelligen, tot het te laat was. Op 11 april beval generaal Allenby, hoofd van het Derde Leger, een voortzetting van de opmars. De Duitse reserves waren echter al gearriveerd en konden de aanval afslaan. Bij Bullecourt verstrikten de Australiërs in Somme-achtige toestanden en leden hun grootste verliezen van de oorlog.
Boven in de lucht verging het de Britten ook niet goed: het squadron van Manfred von Richthofen en de nauwkeurige Duitse luchtafweer brachten het Royal Flying Corps zware verliezen toe.
Desondanks eiste veldmaarschalk Douglas Haig een voortzetting van de aanval om de druk op de Fransen, die net het Nivelle-Offensief gelanceerd hadden, te verlichten. Er werd veel bloed vergoten tegen het einde van het offensief op 16 mei: de Britten leden 150.000 slachtoffers, de Duitsers ongeveer 130.000.

## Foto's

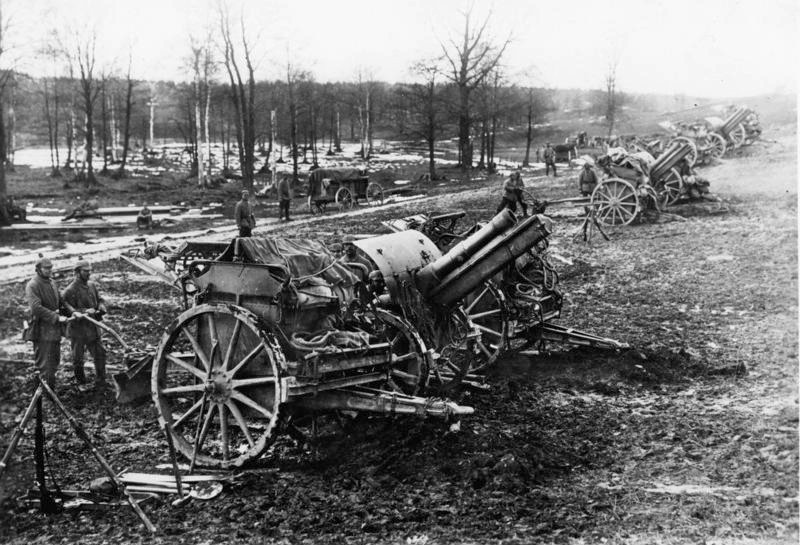
Duitse artillerie met 15 cm sFH 13 bij Arras
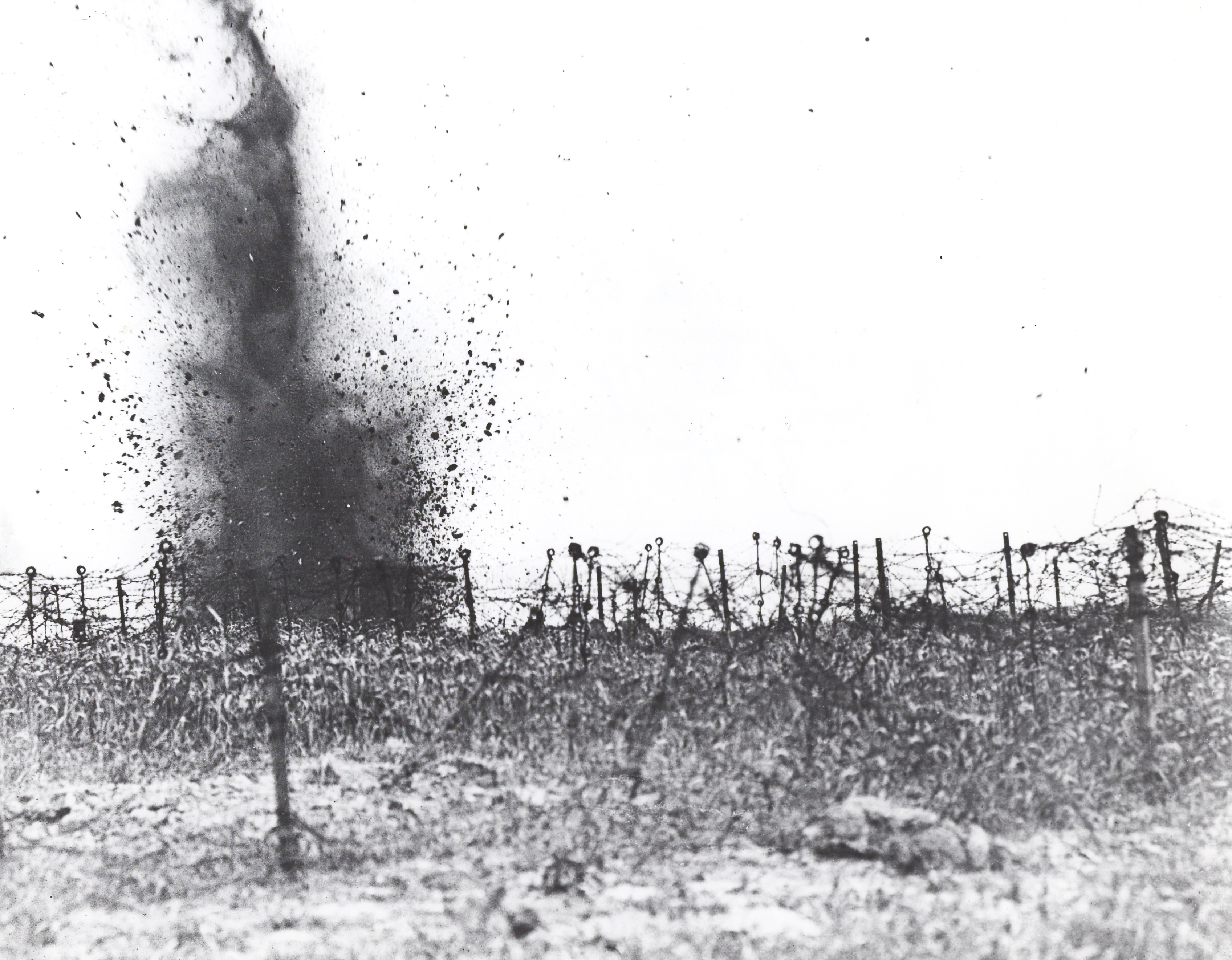
Een granaat ontploft op het Duitse prikkeldraad
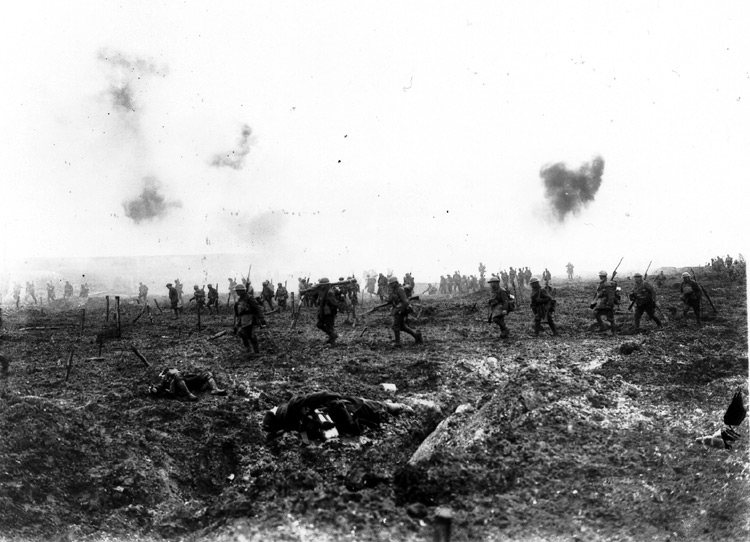
Canadese infanterie in het niemandsland bij de heuvelrug van Vimy
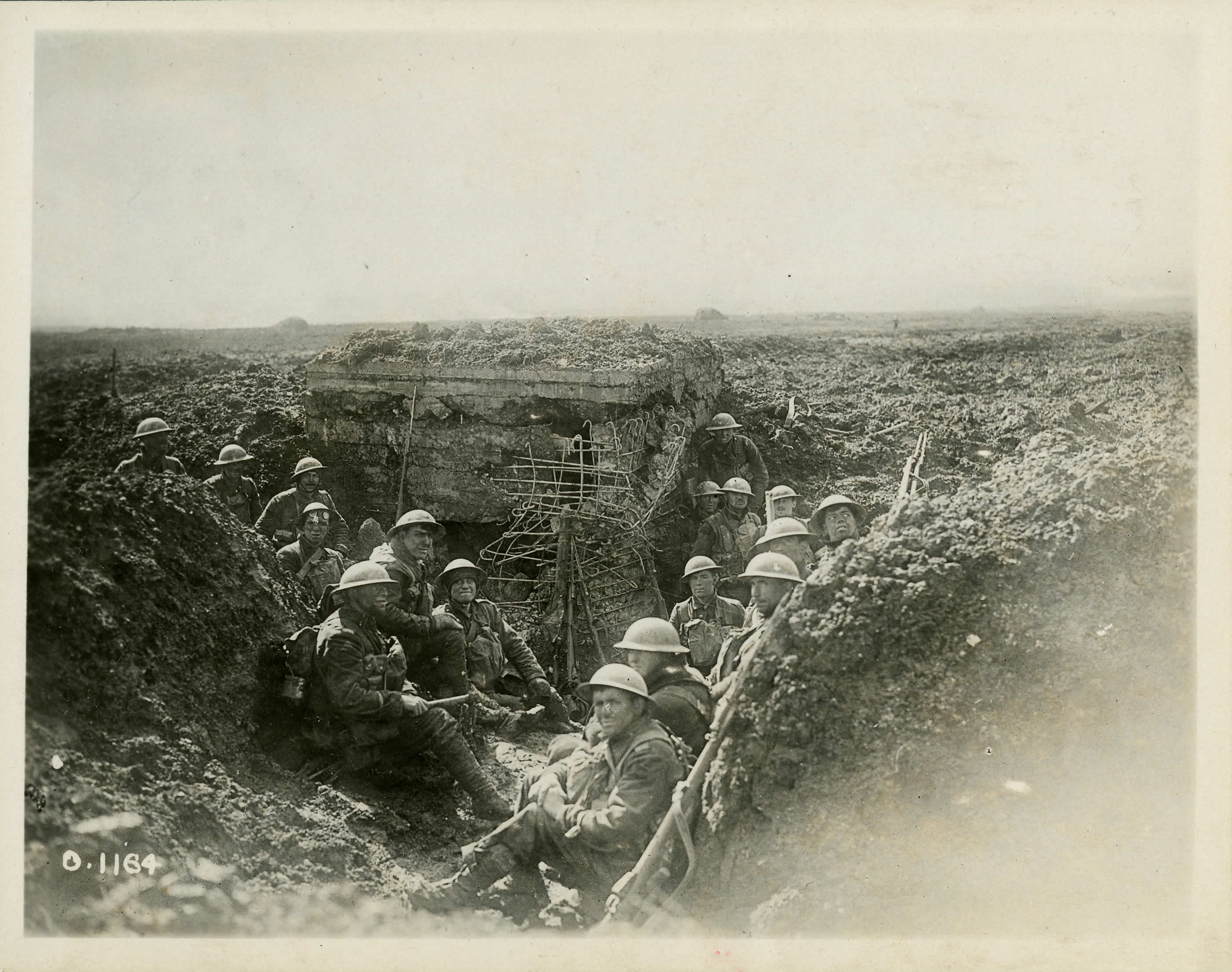
Canadese soldaten bij een verwoeste Duitse bunker

Luik · Halen · Grenzen · 1ste Marne · Antwerpen · Race naar de Zee · 1ste Ieper · Neuve-Chapelle · 2de Ieper · 2de Artesië · Heuvel 62 · 3de Artesië · Loos · Verdun · Hulluch · Mount Sorrel (Zillebeke) · Somme · Arras · Vimy · 2de Aisne (Nivelle-Offensief) · Mesen · 3de Ieper (Passendale) · Cambrai · Lenteoffensief (Michael · Blücher-Yorck · Gneisenau · Georgette — 4de Ieper · 2de Marne — Rheims-Marneschutz) · Belleaubos · Château-Thierry · Hamel · Honderddagenoffensief